# 贝拉布尔
贝拉布尔（法語：Bélâbre，法語發音：[belabʁ]）是法国安德尔省的一个市镇，位于该省西南部，属于勒布朗区。

## 地理
贝拉布尔（46°33'5"N, 1°9'29"E）面积40.14 平方千米，位于法国中央-卢瓦尔河谷大区安德尔省，该省份为法国中部省份，北起卢瓦-谢尔省，西北接安德尔-卢瓦尔省，西南接维埃纳省，南至克勒兹省和上维埃纳省，东临谢尔省。
与贝拉布尔接壤的市镇（或旧市镇、城区）包括：勒布朗、沙莱、利尼亚克、莫维耶尔、吕费克、利格莱。

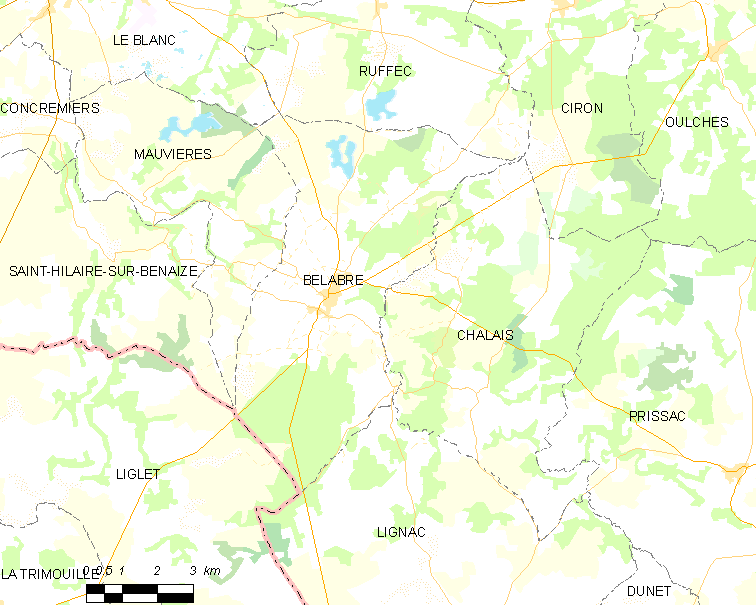
贝拉布尔的OSM定位图

贝拉布尔的时区为UTC+01:00、UTC+02:00（夏令时）。

## 行政
贝拉布尔的邮政编码为36370，INSEE市镇编码为36016。

## 政治
贝拉布尔所属的省级选区为圣戈捷县。

## 人口

1962-2008年间贝拉布尔人口变化图示

贝拉布尔于2022年1月1日时的人口数量为926人。